# Калтаджироне
Калтаджиро̀не (на италиански: Caltagirone, на сицилиански Cartaggiruni, Картаджируни) е град и община в Южна Италия, провинция Катания, автономен регион на остров Сицилия. Разположен е на 608 m надморска височина. Населението на общината е 38 182 души (към 2013 г.).
Център е на производство на керамика, особено изделия от майолика и теракота. Другите дейности са свързани главно със земеделие (производство на грозде, маслини, праскови) и дейности от третичния сектор, особено туризма.
Калтаджироне е част от къснобароковите градове на Вал ди Ното, включени в списъка на ЮНЕСКО за световното културно наследство.

## Име
Името на града има арабски произход, личащ от първата част – qal'at, което означава замък, крепост, а за втората част има различни предположения. През Късното средновековие латинското име е било Calatagironum или Calata Ieronis, среща се няколко пъти в Historia sicula на Бартоломео ди Неокастро (около 1250 – 1310 г.).

## История
Мястото е обитавано от праисторически времена, както се вижда от наличието на два некропола, датиращи от второто хилядолетие пр.н.е. и множество други археологически находки. По-късно е населено от предримското население на сицелите. Гръцкото присъствие все още е неясно: дали на територията е имало реална автономна халкийска колония или аванпост за следващата колония Гела.
Арабите построяват тук замък, който през 1030 г. е нападнат от лигурийски войски под ръководството на византийския пълководец Георги Маниакес, оставил следи от лигурийския език в настоящия диалект. Градът процъфтява под доминирането на Норман и Хоенщауфен, превръщайки се в известен център за производство на керамика.
Градът е почти напълно разрушен от земетресение през 1693 г. Много обществени и частни сгради са реконструирани в стил сицилиански барок. Поради тази причина градът е включен, заедно с прилежащата територия, в зона, защитена от програмата на ЮНЕСКО за световно културно наследство, заедно с Милитело ин Вал ди Катания, Катания, Модика, Ното, Палацоло, Рагуза и Шикли.

## Основни забележителности
В Музея на грънчарството, създаден през 1965 г., има колекция от древна и модерна керамика и теракота, датираща от периода на Магна Греция.
Основната забележителност на града е монументалното стълбище на Санта Мария дел Монте (Scalinata di Santa Maria del Monte), построено в началото на XVII век за свързване на старата част на града с новата. От 1954 г. всяко стъпало е украсено с различна ръчно декорирана керамика, използвайки стилове и фигури, произтичащи от хилядолетната традиция на керамиката. Веднъж годишно, на и около деня на покровителя на града свети Яков (25 юли), стълбището е осветено със свещи от различни цветове, подредени, за да се създаде художествена рисунка от няколко десетки метра.
Някои от многобройните религиозни сгради са:
- Катедралата „Сан Джулиано“ (Basilica Cattedrale di San Giuliano) от нормански произход, с фасада от двадесети век в стил модерн от Саверио Гюли.
- Бароковата църква „Сан Франческо от Паола“ (Chiesa di San Francesco di Paola). Ризницата е в готически стил, датираща от преди земетресението през 1693 г.
- Църквата „Сан Франческо“, построена през 1236 г. и възстановена в бароков стил след 1693 г. Фасадата има два ордена с морски символи и статуя на Непорочната. Куполът е недовършен.
- Църквата на Исус (Chiesa del Gesù), 1570. Фасадата има осем статуи, изобразяващи светци и Мадоната с дете. В интериора, еднокорабен, се намира Пиета от Филипо Паладино (1607) и Рождество Христово от Полидоро да Караваджо.
- Ренесансовата църква на новите капуцини, от бял камък, със забележително съкровище и картинна галерия.

Забележителност е и Палацо Сенаторио (XV век), бившoтo кметство.